# Universal (Verordnung)

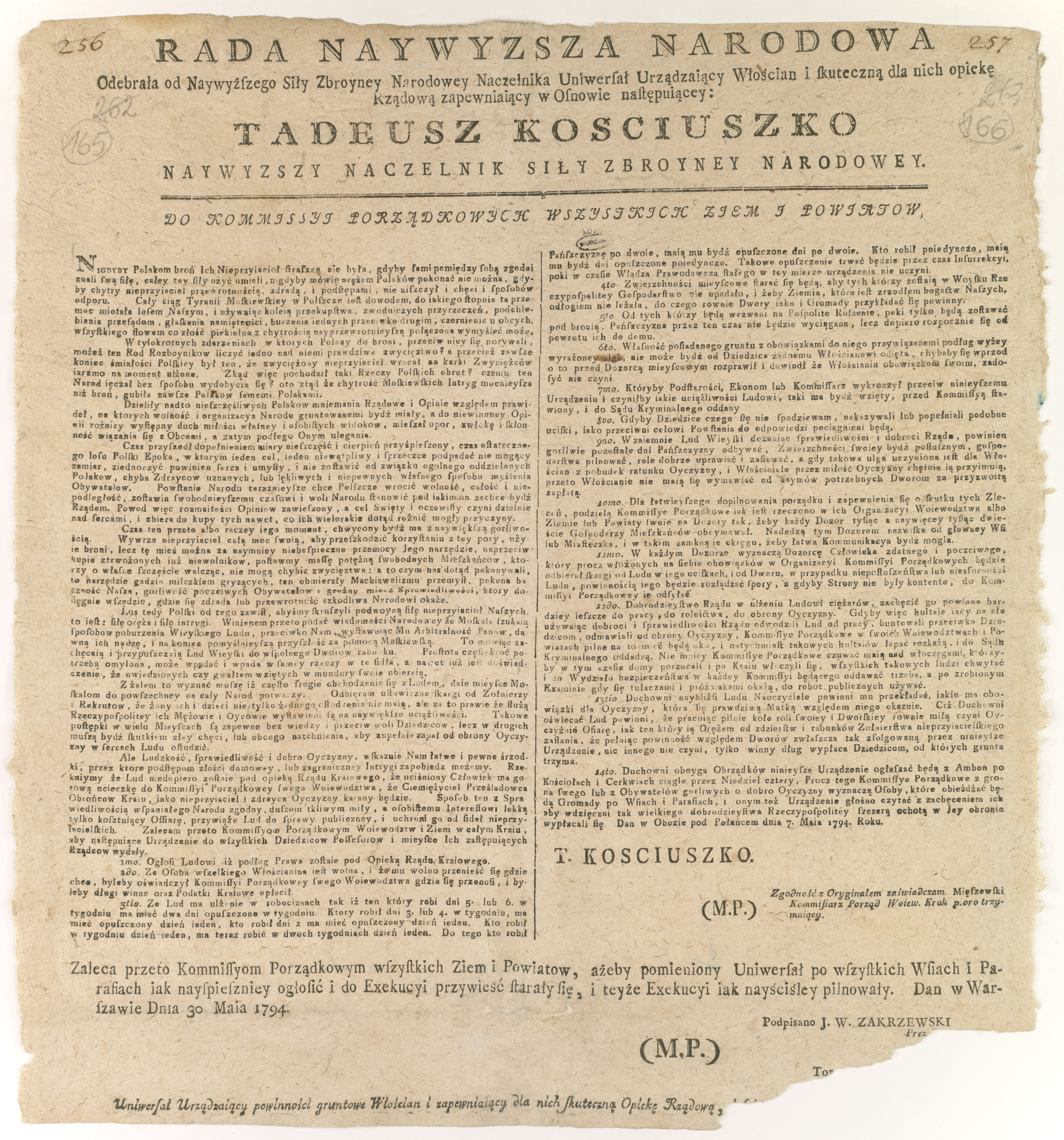
Tadeusz Kościuszkos Universal, das dem Bauernstand staatlichen Schutz und persönliche Freiheit gewährte (1794)

Ein Universal (polnisch Uniwersał, litauisch Universalas, ukrainisch Універсал) ist eine Verordnung, die von einer Regierung zur Verkündung einer bestimmten Position, eines politischen Beschlusses, oder einer Verleihung von Privilegien erlassen wird.

## Geschichte und Verwendung

### Polen und Litauen
Das Wort Universal kommt vom lateinischen litterae universales. Im Königreich Polen wurden Universale im 15. bis 18. Jahrhundert und im Großfürstentum Litauen im 16. bis 18. Jahrhundert ausgestellt. In Polen war ein Universal ein Rechtsakt zur Regelung wirtschaftlicher, religiöser und militärischer Angelegenheiten. Mit den Universalen der Großfürsten und Könige wurde die Ständeversammlung (Sejm) einberufen, die Adligen (Szlachta) zum Krieg aufgerufen und die vom Sejm vorgesehenen neuen Steuern verkündet.
Der Sejm Litauens befasste sich mit besonderen Universalen, sogenannten Deliberatorien oder Propositionen, die auf Themen hinwiesen, die in den Sejms beider Nationen behandelt wurden. Die Adligen riefen mit Universalen zu bewaffneten Versammlungen (Rokosz) auf. Die Universale der Adligen Litauens, wie die Familien Radziwiłł und Sapieha, wurden an Senatoren und Adlige geschickt und auf Marktplätzen und in Kirchen öffentlich bekannt gegeben.
Die Führung des Kościuszko-Aufstands von 1794 veröffentlichte das Połaniec-Universal, den wichtigsten Akt der Führung des Aufstands in der Bauernfrage. Nach der Teilung Polens wurde die Veröffentlichung von Universalen eingestellt.

### Ukraine

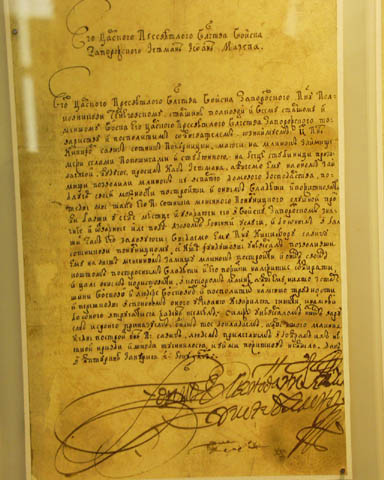
Von Hetman Iwan Masepa veröffentlichtes Universal

Im Hetmanat wurden Universale im 17. bis 18. Jahrhundert nach dem Vorbild der polnischen Könige und des Sejm ausgestellt. Verschiedene Hetmane, Mitglieder des Generalstabs und Regimentsführer erließen Universale, die sich mit militärischen Angelegenheiten, z. B. dem Beginn eines Feldzugs und dem Dienstplan; Landangelegenheiten, z. B. der Anerkennung von Landansprüchen, der Verteilung von Besitztümern und der Festlegung von Grenzen; Ernennungen in Regierungsämtern, Erhebung von Steuern und Erklärungen zur Außenpolitik, z. B. der Ernennung von Gesandten und der Unterzeichnung von Verträgen; befassten. Einige Universale dienten als persönliche Schutzbescheinigungen.
Universale wurden größtenteils in der Kanzlei des Hetmans oder Regimentsführers verfasst. Die Präambel enthielt die Namen des Herausgebers und des Empfängers und der Schlussteil enthielt Ort und Datum der Ausstellung sowie eine Unterschrift. Die meisten Universale wurden über lokale Verwaltungsbüros verbreitet und einige wurden auf öffentlichen Plätzen oder in Kirchen verlesen.
Einer der ersten Hetmane, der ein Universalschreiben direkt an die ukrainische Bevölkerung herausgab, war Pawlo But im Jahr 1637. Danach gab praktisch jeder Hetman Universalschreiben heraus. Bemerkenswert war auch das Universalschreiben, das am 22. Juli 1655 von Hanna Solotarenko, der Frau Bohdan Chmelnyzkyjs, zur Verteidigung des Grundstücks des Dreifaltigkeitsklosters Hustynja herausgegeben wurde. Es widersprach der alten Tradition der Saporoger Armee, da der Hetman seiner Frau erlaubte, Universale auszustellen.  Am 28. November 1701 veröffentlichte Iwan Masepa ein Universal, das Arbeitspflichten für den Bauernstand, die mehr als zwei Tage pro Woche in Anspruch nahmen, verbot. Durch dieses Universal verbot der Hetman dem Militär, den Bauern „große und unerträgliche“ Pflichten aufzuerlegen.
Später wurden auch politische Dokumente und Ansprachen an die Bevölkerung von der Führung revolutionärer Bewegungen als Universale bezeichnet. Die Führer des Kolijiwschtschyna-Aufstands erließen 1768 ein Universal, in der sie die Bauern zum Aufstand gegen den polnischen Adel aufriefen. 1917 bis 1918 gipfelte der ukrainische Unabhängigkeitskampf (1917 bis 1920) in der Proklamation der vier Universale der Zentralna Rada. Am 3. August 2006 verbündete sich Präsident Wiktor Juschtschenko mit einer parlamentarischen Koalition unter Führung seiner Kritiker und Rivalen, nachdem er ein nicht bindendes Abkommen ausgehandelt hatte, das seiner Aussage nach seine wichtigsten politischen Ziele wahren würde. Das Abkommen wurde „Universal der nationalen Einheit“ genannt.